# Penguin (musikalbum)
Penguin är ett musikalbum av Fleetwood Mac som lanserades 1973 på skivbolaget Reprise Records. Bob Weston var nu ny gitarrist efter att Danny Kirwan lämnat gruppen innan inspelningarna av detta album och Dave Walker var ny medlem på sång. Walker kom dock inte att medverka på något mer Fleetwood Mac-album än detta, och lämnade gruppen under inspelningarna till Mystery to Me. Albumet domineras av låtar skrivna av Christine McVie och Bob Welch. Gruppen fick med skivan sin dittills bästa albumplacering på USA-listan.

## Låtlista
(upphovsman inom parentes)
1. "Remember Me" (Christine McVie) - 2:41
2. "Bright Fire" (Bob Welch) - 4:32
3. "Dissatisfied" (C. McVie) - 3:43
4. "(I'm a) Road Runner" (Brian Holland, Lamont Dozier, Edward Holland, Jr.) - 4:52
5. "The Derelict" (Dave Walker) - 2:43
6. "Revelation" (Welch) - 4:55
7. "Did You Ever Love Me" (C. McVie, Welch) - 3:39
8. "Night Watch" (Welch) - 6:17
9. "Caught in the Rain" (Bob Weston) - 2:35

## Listplaceringar
- Billboard 200, USA: #49[1]